# Cầy mangut cổ sọc
Cầy mangut cổ sọc (Herpestes vitticollis) là một loài động vật có vú trong họ Cầy mangut, bộ Ăn thịt. Loài này được Bennett mô tả năm 1835.

## Hình ảnh

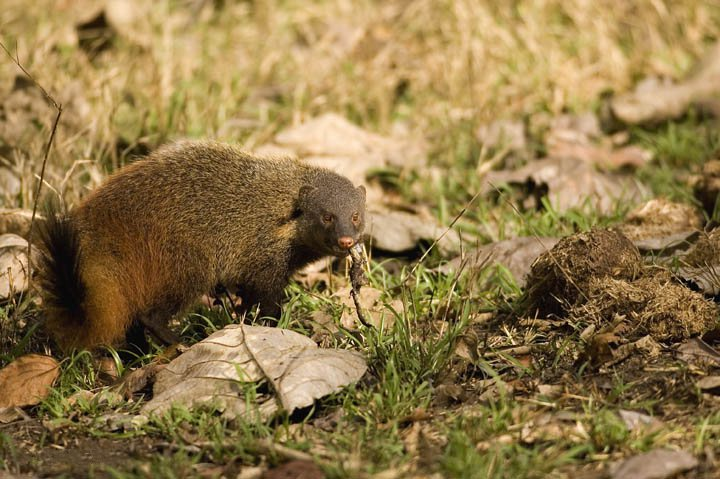
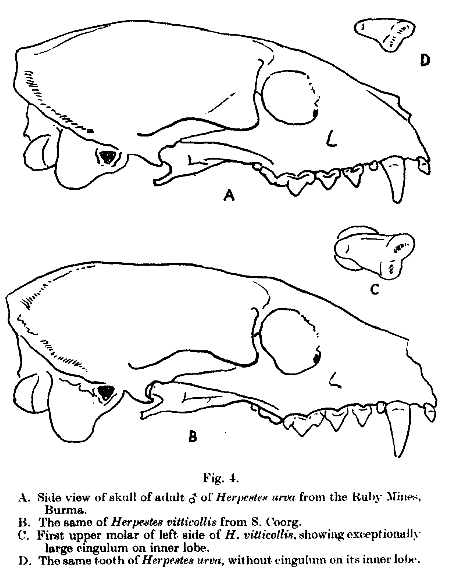
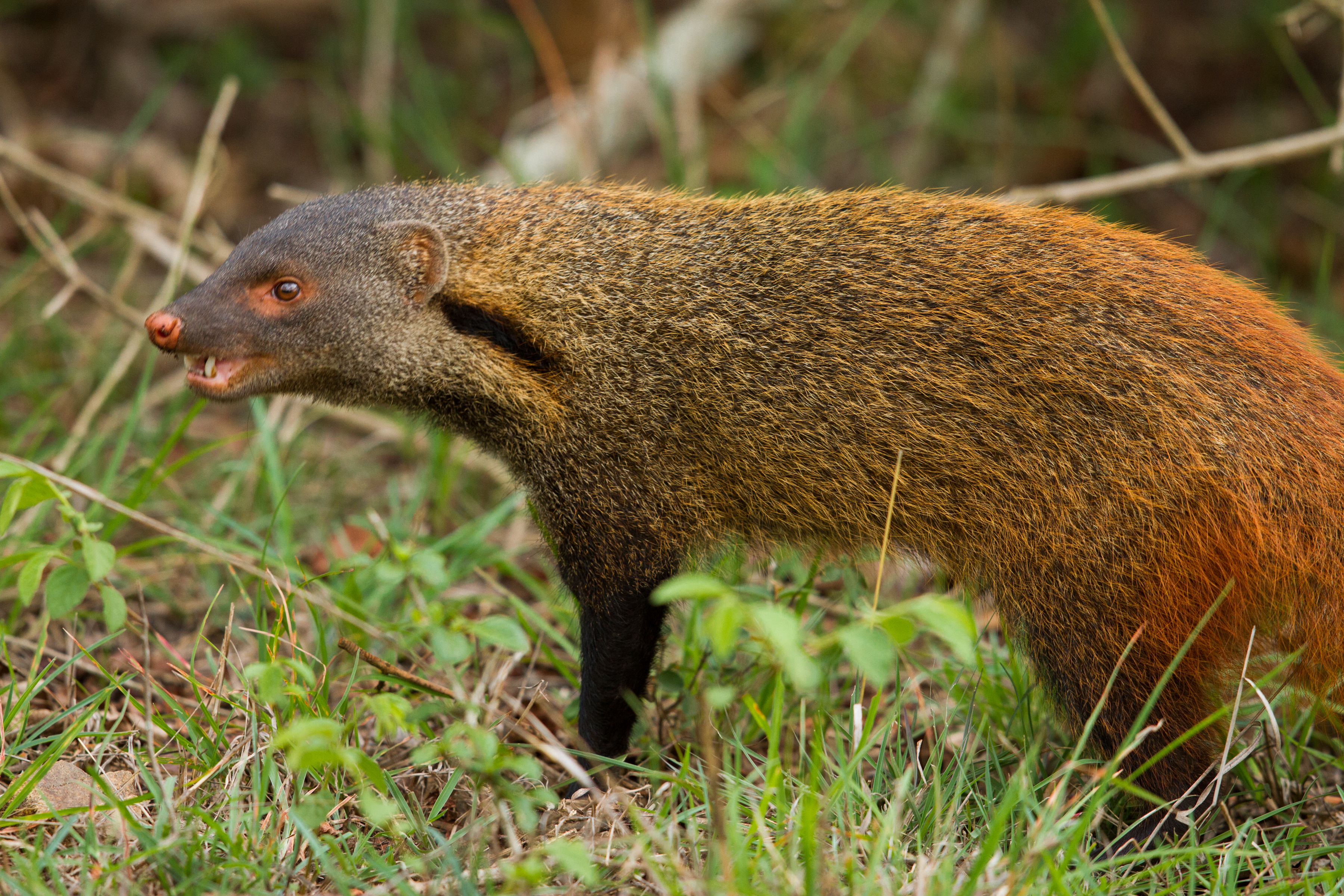
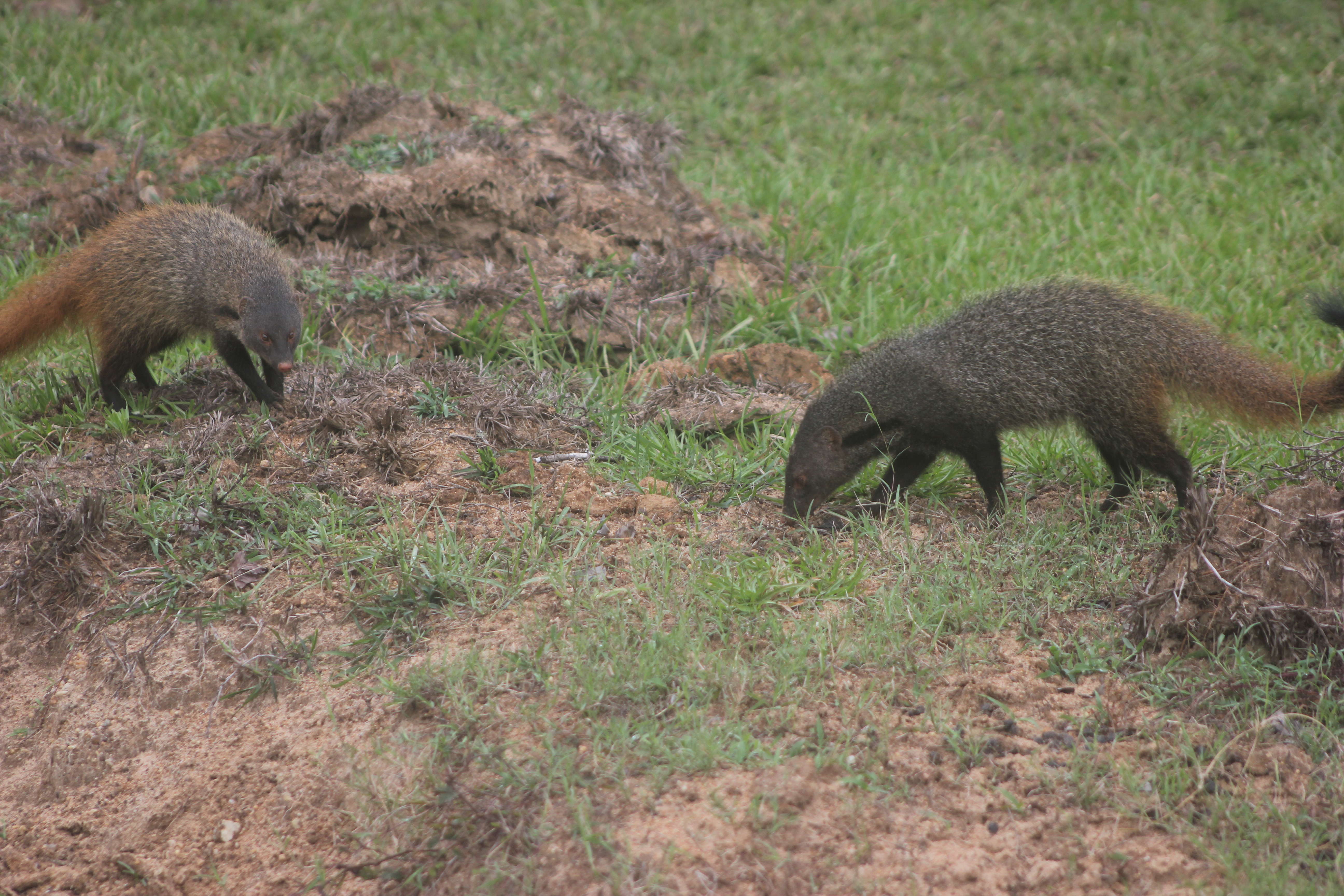